# Địa chất cấu trúc

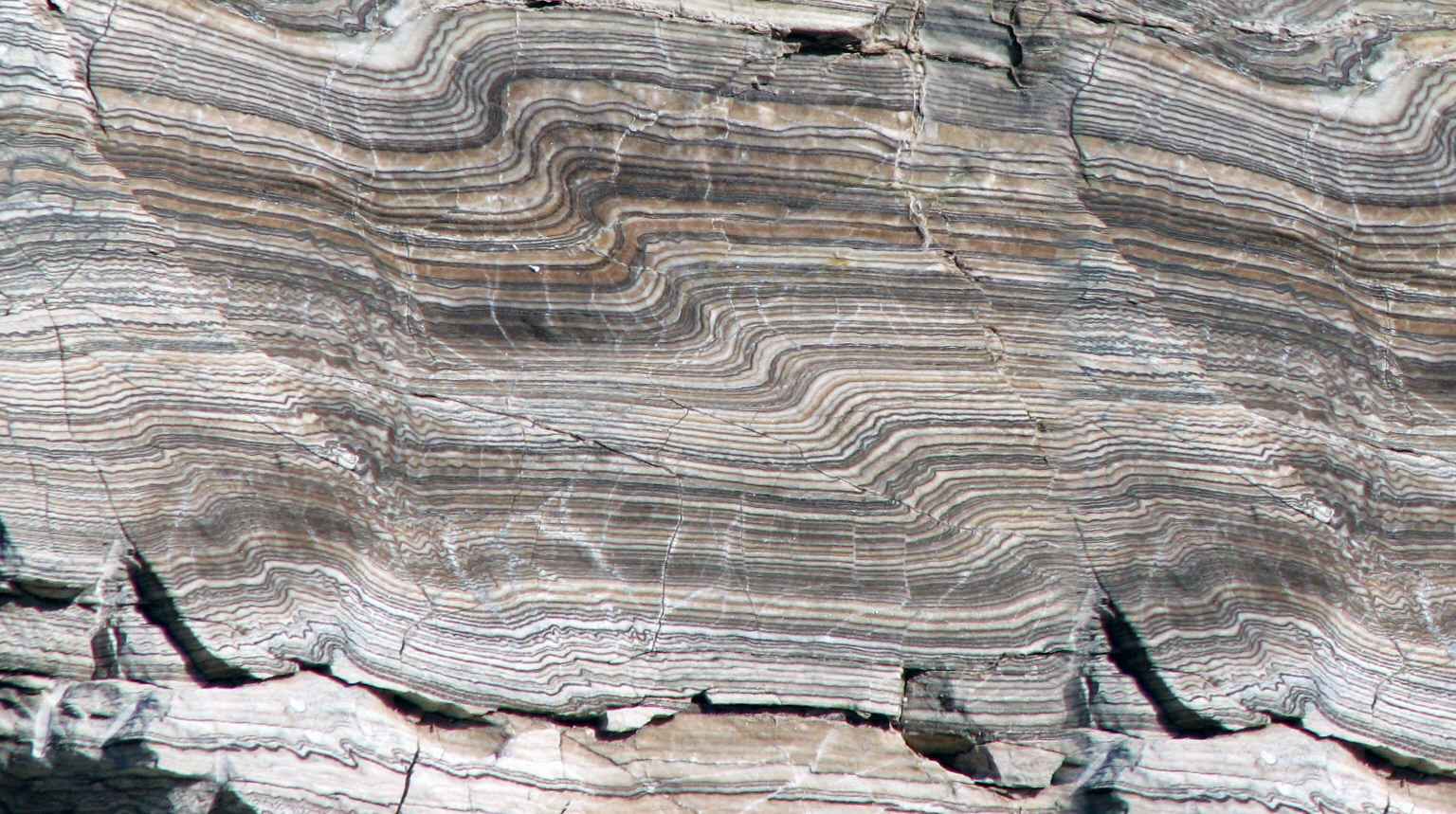
Các địa tầng nguyên thủy nằm ngang bị biến dạng do ứng suất.

Địa chất cấu trúc hay địa chất cấu tạo là nghiên cứu về sự phân bố ba chiều không gian của các đơn vị đá liên quan đến lịch sử biến dạng của chúng. Mục tiêu chính của địa chất cấu trúc là sử dụng các đo đạc hình học của đá ngày nay để khám phá các thông tin về lịch sử biến dạng (sức căng) trong các loại đá, và cuối cùng là để hiểu về trường ứng suất dẫn đến sức căng và các dạng hình học được quan sát. Hiểu biết về động lực học của trường ứng suất có thể liên kết với các sự kiện quan trọng về địa chất trong quá khứ; một mục tiêu chung là tìm hiểu sự tiến hóa cấu trúc của một khu vực cụ thể liên quan đến các mô hình biến dạng đá phổ biến rộng trong khu vực (như kiến tạo sơn, tách giãn) do kiến tạo mảng.

## Sử dụng và tầm quan trọng
Nghiên cứu về các cấu trục địa chất có tầm quan trọng then chốt trong lĩnh vực địa chất kinh tế, cả trong địa chất dầu khí lẫn địa chất khai thác mỏ. Các tầng đá uốn nếp và đứt gãy thường tạo thành các loại bẫy tích tụ và tập trung các dạng chất lưu như dầu mỏ và khí tự nhiên. Tương tự, các khu vực phức tạp về cấu trúc và đứt gãy là đáng chú ý trong vai trò của các khu vực có thể thấm đối với các chất lưu nhiệt dịch, dẫn đến các khu vực tập trung của các khoáng sàng quặng kim loại quý và kim loại thường. Các mạch khoáng vật chứa các kim loại khác nhau thường chiếm các đứt gãy và khe nứt trong các khu vực phức tạp về cấu trúc. Những vùng đứt gãy và có khe nứt cấu trúc này thường xuất hiện gắn với đá hỏa sinh xâm nhập. Chúng cũng thường xuất hiện xung quanh các phức hợp mạch địa chất và các đặc điểm sụp đổ như hố sụp cổ đại. Các khoáng sàng vàng, bạc, đồng, chì, kẽm và các kim loại khác thường được tìm được ở những khu vực phức tạp về cấu trúc.
Địa chất cấu trúc là một phần quan trọng của địa chất kỹ thuật, liên quan đến các tính chất cơ lý của đá tự nhiên. Các loại cơ cấu và các khuyết tật cấu trúc như đứt gãy, nếp uốn, phân phiến và thớ nứt là những điểm yếu bên trong của đá có thể ảnh hưởng đến sự ổn định của các công trình kỹ thuật của con người như đập, đoạn đường xẻ qua núi, các mỏ khai thác lộ thiên hay khai thác hầm lò và các đường hầm.
Rủi ro địa kỹ thuật, bao gồm cả rủi ro động đất, chỉ có thể được điều tra bằng cách kiểm tra sự kết hợp giữa địa chất cấu trúc và địa mạo. Bên cạnh đó, các khu vực cảnh quan karst nằm trên các hang động ngầm, các hố sụp tiềm năng hoặc các địa điểm sụp đổ khác có tầm quan trọng đặc biệt đối với các nhà khoa học này. Ngoài ra, các khu vực có độ dốc lớn có nguy cơ sụp đổ hoặc nguy hiểm sạt lở đất.
Các nhà địa chất môi trường và địa chất thủy văn cần áp dụng các nguyên lý của địa chất cấu trúc để hiểu cách các vị trí địa chất tác động (hoặc bị tác động bởi) dòng chảy và sự xâm nhập của nước ngầm. Ví dụ, một nhà thủy văn học có thể cần xác định xem sự rò rỉ các chất độc hại từ bãi thải có xuất hiện trong khu dân cư hay khoaang hoặc nước mặn có thấm vào tầng ngậm nước hay không.
Kiến tạo mảng là một lý thuyết được phát triển trong thập niên 1960, mô tả sự chuyển động của các lục địa bằng cách chia tách và va chạm của các mảng lớp vỏ Trái Đất. Theo nghĩa này, nó là địa chất cấu trúc ở quy mô hành tinh và được sử dụng xuyên suốt địa chất cấu trúc như là một khung chung để phân tích và hiểu các đặc điểm ở quy mô toàn cầu, khu vực và địa phương.

## Phương pháp
Các nhà địa chất cấu trúc sử dụng nhiều phương pháp để đo đạc hình học đá, tiếp theo là tái tạo lịch sử biến dạng của nó và sau đó ước tính trường ứng suất dẫn đến biến dạng đó.

### Hình học
Các tập hợp dữ liệu chính cho địa chất cấu trúc được thu thập tại hiện trường. Các nhà địa chất cấu trúc đo đạc một loạt các đặc trưng phẳng (như các mặt phẳng vỉa, các mặt phẳng phân phiến, các mặt phẳng trục uốn nếp, các mặt phẳng đứt gãy và các thớ nứt), cũng như các đặc trưng tuyến tính (như các định tuyến giãn dài, trong đó các khoáng vật được kéo dài dễ uốn; các trục uốn nếp; và các định tuyến giao cắt, là dấu vết của một đặc trưng phẳng trên một bề mặt phẳng khác).

#### Các quy ước đo đạc

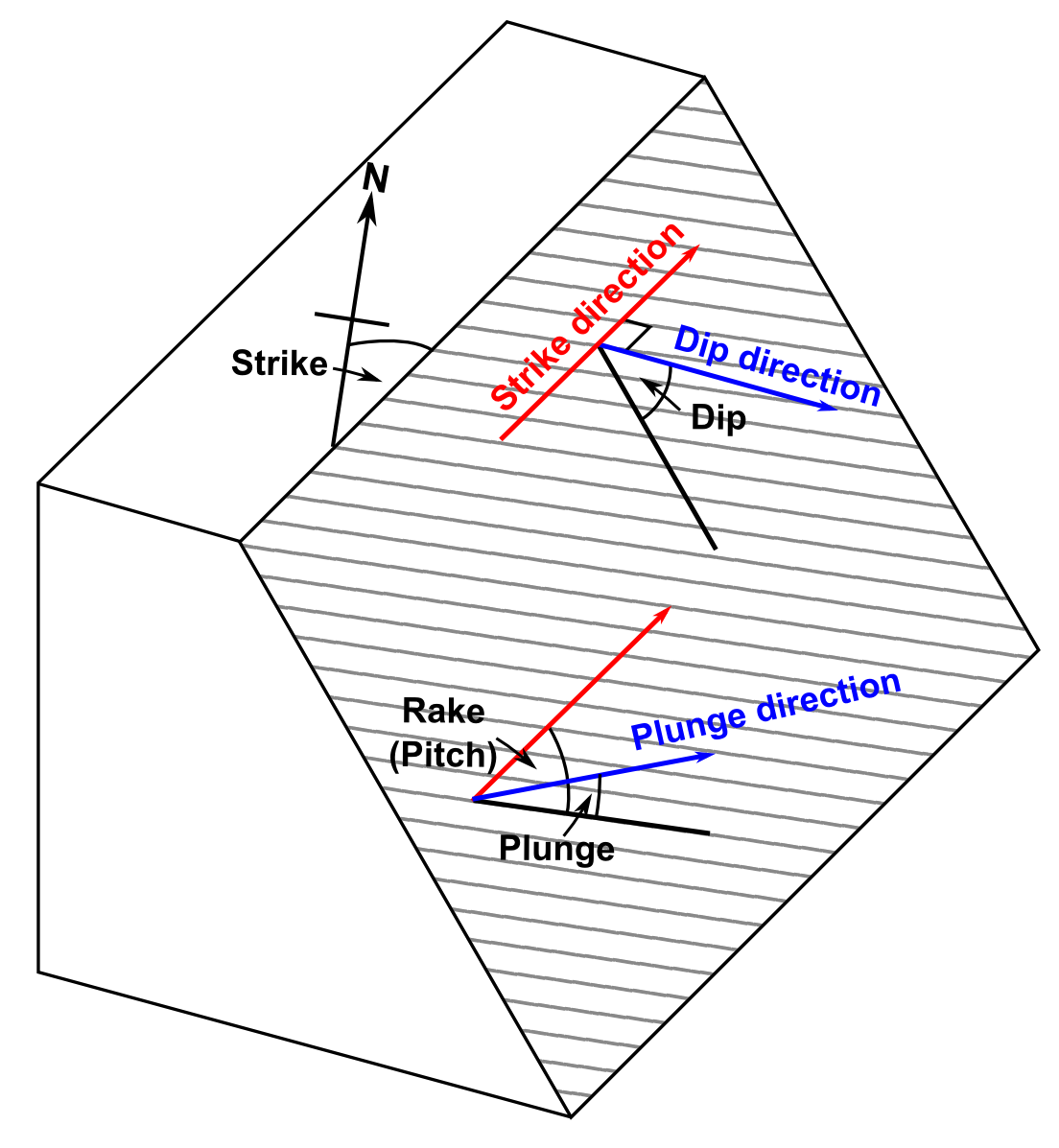
Minh họa về các quy ước đo đạc đối với các cấu trúc phẳng và cấu trúc tuyến tính.

Độ nghiêng của một cấu trúc phẳng trong địa chất được đo bằng đường phương và góc dốc. Đường phương (strike) là đường giao cắt giữa một đặc trưng phẳng và mặt phẳng nằm ngang, được thực hiện theo quy ước bàn tay phải, còn góc dốc (dip) là biên độ của độ nghiêng phía dưới mặt phẳng nằm ngang, được kẻ vuông góc với đường phương. Ví dụ: đường phương 25 độ về phía đông của hướng bắc, góc dốc 45 độ về phía đông nam, theo quy ước quốc tế được ghi là N25E, 45SE.
Ngoài ra, góc dốc và hướng dốc cũng có thể được sử dụng vì điều này là tuyệt đối. Hướng dốc được đo theo 360 độ, thường theo chiều kim đồng hồ từ hướng chính bắc. Ví dụ, góc dốc 45 độ về phía góc phương vị 115 độ, được ghi là 45/115. Lưu ý rằng điều này là giống như ví dụ trên đây.
Thuật ngữ góc lệch (hade) đôi khi được sử dụng và nó là độ lệch của mặt phẳng so với phương thẳng đứng (90° - góc dốc).
Độ chúc (plunge) của trục nếp uốn được đo theo góc dốc và hướng dốc (nói một cách chặt chẽ thì đó là độ chúc và góc phương vị của độ chúc). Hướng của mặt phẳng trục nếp uốn được đo theo đường phương và góc dốc hoặc góc dốc và hướng dốc.
Các định tuyến được đo theo góc dốc và hướng dốc, nếu điều này là có thể. Thông thường xuất hiện của các định tuyến được thể hiện trên một bề mặt phẳng và có thể khó đo đạc trực tiếp. Trong trường hợp này, định tuyến có thể được đo từ phương nằm ngang dưới dạng góc xiên hay góc vẹo (rake hay pitch) trên bề mặt.
Góc xiên được đo bằng cách đặt một thước đo góc phẳng lên trên bề mặt phẳng, với cạnh phẳng nằm theo phương ngang và đo góc của định tuyến theo chiều kim đồng hồ từ phương ngang. Hướng của định tuyến sau đó có thể được tính toán từ thông tin góc xiên và đường phương-góc dốc của mặt phẳng mà từ đó nó được đo, bằng cách sử dụng phép chiếu lập thể.
Nếu một đứt gãy có các định tuyến hình thành do chuyển động trên mặt phẳng, ví dụ như các mặt trượt, điều này được ghi lại như là một định tuyến, với một góc xiên, và được chú giải như là chỉ báo của xê dịch trên đứt gãy.
Nói chung, việc ghi lại thông tin đường phương và góc dốc của các cấu trúc phẳng theo định dạng góc dốc/hướng dốc là dễ dàng hơn vì điều này sẽ phù hợp với tất cả các thông tin cấu trúc khác mà người ta có thể ghi về các nếp uốn hay định tuyến v.v., mặc dù vẫn có những ưu thế nhất định trong việc sử dụng các định dạng khác có phân biệt giữa các dữ liệu phẳng và các dữ liệu tuyến tính.

#### Các quy ước mặt phẳng, cơ cấu, nếp uốn và biến dạng
Quy ước để phân tích địa chất cấu trúc là nhận dạng các cấu trúc phẳng, thường được gọi là cơ cấu phẳng vì điều này ngụ ý một sự hình thành có kết cấu, các cấu trúc tuyến tính, và từ phân tích các cấu trúc này tìm ra manh mối biến dạng.
Các cấu trúc phẳng được đặt tên theo thứ tự hình thành của chúng, với lớp trầm tích ban đầu thấp nhất ở S0. Thường thì không thể xác định S0 trong các loại đá đã biến dạng cao, do đó việc đánh số có thể được bắt đầu bằng một số tùy ý hoặc đưa ra một chữ cái (ví dụ SA). Trong trường hợp có sự phân phiến mặt phẳng vỉa do biến chất vùi lấp hoặc tạo đá trầm tích gây ra thì điều này có thể được đánh số như là S0a.
Nếu có các nếp uốn, chúng được đánh số là F1, F2 v.v.... Nói chung thì sự phân phiến mặt phẳng trục hoặc thớ chẻ của một nếp uốn được tạo ra trong quá trình uốn nếp và quy ước về đánh số phải phù hợp. Ví dụ: nếp uốn F2 phải có sự phân phiến trục S2.
Các biến dạng được đánh số theo thứ tự hình thành của chúng với chữ D biểu thị sự kiện biến dạng. Ví dụ: D1, D2, D3. Các nếp uốn và phân phiến, do chúng được hình thành bởi các sự kiện biến dạng, phải tương quan với các sự kiện này. Ví dụ: nếp uốn F2, với phân phiến mặt phẳng trục S2 sẽ là kết quả của biến dạng D 2.
Các sự kiện biến chất có thể kéo dài qua nhiều biến dạng. Đôi khi, rất hữu ích khi xác định chúng tương tự như các đặc trưng cấu trúc mà chúng chịu trách nhiệm, ví dụ: M2. Điều này là có thể bằng cách quan sát sự hình thành biến tinh ban trạng trong các thớ chẻ với niên đại biến dạng đã biết, bằng cách nhận dạng các tập hợp khoáng vật biến chất được tạo ra bởi các sự kiện khác nhau, hoặc thông qua địa thời học.
Các định tuyến giao cắt trong đá, vì chúng là sản phẩm của sự giao cắt của hai cấu trúc phẳng, được đặt tên theo hai cấu trúc phẳng mà từ đó chúng được hình thành. Chẳng hạn, định tuyến giao cắt của thớ chẻ S1 và vỉa là định tuyến giao cắt L1-0 (còn được gọi là định tuyến thớ chẻ-vỉa).
Các định tuyến kéo dài có thể khó định lượng, đặc biệt là trong các loại đá dễ uốn có độ giãn dài cao, nơi thông tin phân phiến được bảo toàn ở mức tối thiểu. Trong trường hợp có thể, khi chúng tương quan với các biến dạng (do chỉ một ít biến dạng được hình thành trong các nếp gấp và nhiều biến dạng không gắn chặt với các phân phiến phẳng), chúng có thể được nhận dạng tương tự như các bề mặt phẳng và các nếp uốn, ví dụ: L1, L2. Để thuận tiện, một số nhà địa chất thích chú giải chúng với ký tự dưới "s" (như Ls1) để phân biệt chúng với các định tuyến giao cắt, mặc dù điều này thường là dư thừa.

#### Phép chiếu lập thể

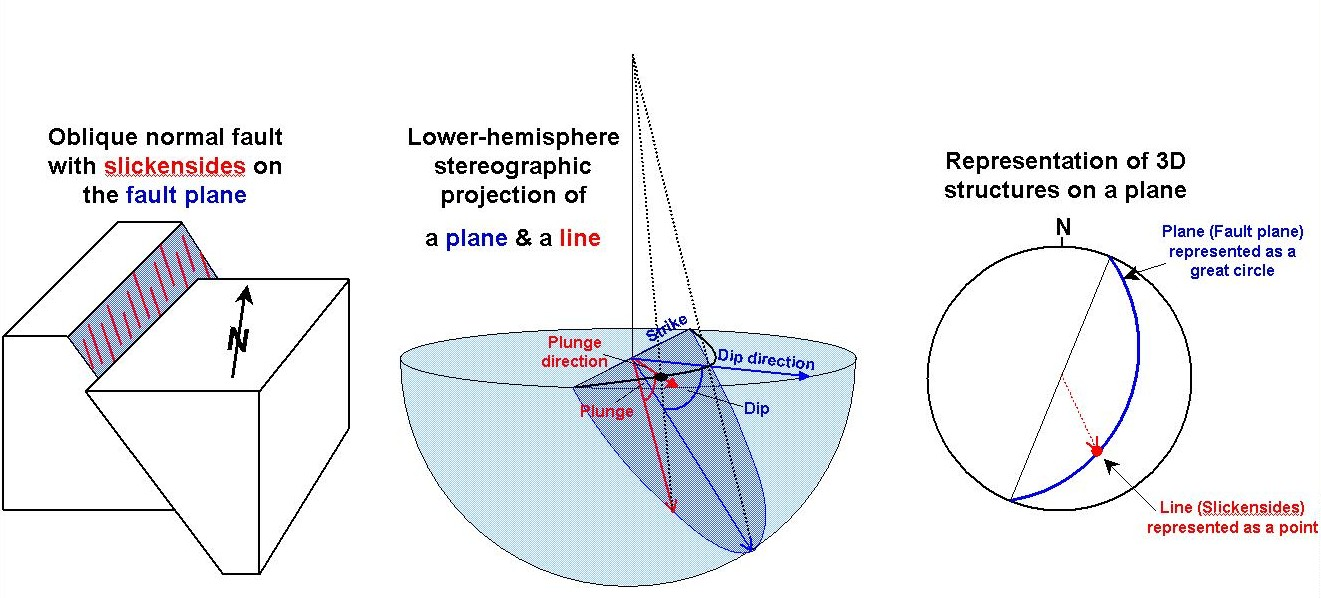
Biểu đồ chỉ ra việc sử dụng phép chiếu lập thể bán cầu dưới trong địa chất học cấu trúc, dùng ví dụ về mặt phẳng đứt gãy và định tuyến mặt trượt được quan sát trong mặt phẳng đứt gãy.

Phép chiếu lập thể là một phương pháp để phân tích bản chất và định hướng của các ứng suất biến dạng, của các đơn vị thạch học và cơ cấu xâm lấn, trong đó các đặc trưng tuyến tính và các đặc trưng phẳng (các số ghi đường phương và góc dốc cấu trúc, thường được lấy bằng cách sử dụng la bàn đo độ nghiêng) đi qua một hình cầu tưởng tượng được vẽ trên hình chiếu lưới hai chiều, tạo điều kiện cho việc phân tích tổng thể hơn của một tập hợp các đo đạc.

#### Cấu trúc vĩ mô của đá
Ở quy mô lớn, địa chất cấu trúc là nghiên cứu về sự tương tác ba chiều và mối quan hệ của các phân vị địa tầng trong phạm vi các địa thể của các khu vực đá hoặc địa chất.
Nhánh này của địa chất cấu trúc chủ yếu liên quan đến định hướng, biến dạng và các mối quan hệ của địa tầng (tạo vỉa), có thể là đứt gãy, nếp uốn hoặc tạo ra một phân phiến bởi một sự kiện kiến tạo nào đó. Nó chủ yếu là một môn khoa học hình học, từ đó có thể tạo ra mặt cắt ngang và các mô hình khối ba chiều của các loại đá, các khu vực, các địa thể và các bộ phận của lớp vỏ Trái Đất.
Nghiên cứu cấu trúc khu vực là quan trọng trong sự hiểu biết kiến tạo sơn, kiến tạo mảng và cụ thể hơn là trong các ngành công nghiệp thăm dò-khai thác dầu khí và khoáng vật, do các cấu trúc như đứt gãy, nếp uốn và bất chỉnh hợp là các kiểm soát chính đối với khoáng hóa quặng và các bẫy dầu.
Cấu trúc khu vực hiện đại đang được điều tra bằng cách sử dụng chụp cắt lớp địa chấn và phản xạ địa chấn theo ba chiều, cung cấp hình ảnh không gì sánh được về phần bên trong Trái Đất, các đứt gãy và lớp vỏ sâu của nó. Thông tin thêm từ địa vật lý như hấp dẫn và từ trường từ trên không có thể cung cấp thông tin về bản chất của các loại đá nằm trong lớp vỏ sâu được chụp lại.

#### Cấu trúc vi mô của đá
Cấu trúc vi mô của đá hoặc kết cấu của đá được các nhà địa chất cấu trúc nghiên cứu ở quy mô nhỏ để cung cấp thông tin chi tiết chủ yếu về đá biến chất và một số đặc trưng của đá trầm tích, thường xuyên nhất nếu chúng đã bị uốn nếp.
Nghiên cứu kết cấu liên quan đến đo đạc và mô tả đặc điểm của các phân phiến hay cắt khấc, các khoáng vật biến chất và mối quan hệ thời gian giữa các đặc trưng cấu trúc này và các đặc trưng khoáng vật học.
Thông thường, điều này liên quan đến việc thu thập thủ công các mẫu vật, có thể được cắt để cung cấp các tiết diện mỏng thạch văn học để được phân tích dưới kính hiển vi thạch văn học.
Phân tích vi cấu trúc cũng tìm thấy ứng dụng trong phân tích thống kê đa quy mô, nhằm phân tích một số đặc trưng đá cho thấy sự bất biến quy mô.

### Động học
Các nhà địa chất sử dụng các đo đạc hình học đá để hiểu về lịch sử sức căng trong các loại đá. Sức căng này có thể dưới dạng đứt gãy giòn, uốn nếp mềm và biến dạng cắt. Biến dạng giòn diễn ra ở lớp vỏ nông, còn biến dạng mềm diễn ra ở lớp vỏ sâu hơn, nơi mà nhiệt độ và áp suất cao hơn.

### Trường sức căng
Bằng cách tìm hiểu về các mối quan hệ cấu thành giữa ứng suất và sức căng trong đá, các nhà địa chất có thể diễn dịch các mô hình biến dạng đá đã quan sát thành trường ứng suất trong quá khứ địa chất. Danh sách các đặc trưng sau đây thường được sử dụng để xác định các trường ứng suất từ các cấu trúc biến dạng.
- Trong các loại đá giòn hoàn hảo, hiện tượng đứt gãy xảy ra ở 30° đối với ứng suất nén lớn nhất (định luật Byerlee).
- Ứng suất nén lớn nhất vuông góc với các mặt phẳng trục uốn nếp.

## Đặc điểm của tính chất cơ học của đá
Các tính chất cơ học của đá đóng một vai trò quan trọng trong các cấu trúc hình thành trong quá trình biến dạng sâu bên dưới lớp vỏ Trái Đất. Điều kiện tồn tại của đá sẽ dẫn tới các cấu trúc khác nhau mà các nhà địa chất quan sát được trên mặt đất tại hiện trường. Lĩnh vực của địa chất cấu trúc là cố gắng liên hệ các thành tạo mà con người nhìn thấy với những thay đổi mà đá đã trải qua để có được cấu trúc cuối cùng này. Hiểu biết về các điều kiện biến dạng dẫn tới các cấu trúc như vậy có thể làm sáng tỏ lịch sử biến dạng của đá.
Nhiệt độ và áp suất có vai trò rất lớn trong sự biến dạng của đá. Ở các điều kiện nhiệt độ và áp suất cực cao của lớp vỏ Trái Đất thì đá là mềm và dễ uốn. Chúng có thể uốn cong, uốn nếp hay gãy. Các điều kiện quan trọng khác góp phần hình thành cấu trúc của đá dưới lòng đất là trường ứng suất và sức căng.

### Đường cong ứng suất-sức căng
Ứng suất là một áp lực, được định nghĩa là một lực có hướng trên một diện tích. Khi đá chịu ứng suất thì nó sẽ thay đổi hình dạng. Khi ứng suất được giải phóng, đá có thể trở lại hình dạng ban đầu hoặc không. Sự thay đổi hình dạng đó được định lượng bằng sức căng, là sự thay đổi chiều dài so với chiều dài ban đầu của vật liệu theo một chiều nào đó. Ứng suất gây ra sức căng để cuối cùng dẫn đến một cấu trúc được thay đổi.
Biến dạng đàn hồi đề cập đến một biến dạng thuận nghịch. Nói cách khác, khi sức căng trên đá được giải phóng thì đá sẽ trở lại hình dạng ban đầu. Tính đàn hồi thuận nghịch và tuyến tính liên quan đến việc kéo giãn, nén hay làm biến dạng các liên kết nguyên tử. Do không có sự phá vỡ các liên kết nên vật liệu sẽ quay trở lại hình dạng ban đầu khi lực được giải phóng. Loại biến dạng này được mô hình hóa bằng cách sử dụng mối quan hệ tuyến tính giữa ứng suất và sức căng, tức là mối quan hệ Hooke.
{\displaystyle \epsilon ={\frac {\sigma }{E}}}
Trong đó σ biểu thị ứng suất, {\displaystyle \epsilon } biểu thị sức căng và E là môđun/suất đàn hồi, một đại lượng phụ thuộc vào loại vật liệu. Trên thực tế, mô đun đàn hồi là thước đo độ bền của các liên kết nguyên tử.
Biến dạng dẻo nói tới biến dạng không thuận nghịch. Mối quan hệ giữa ứng suất và sức căng đối với biến dạng vĩnh viễn là không tuyến tính. Ứng suất đã gây ra sự thay đổi hình dạng vĩnh viễn trong vật liệu do liên quan đến việc phá vỡ các liên kết nguyên tử.
Một cơ chế của biến dạng dẻo là sự chuyển động của các biến vị do một ứng suất tác động. Do về cơ bản đá là các kết tập của các khoáng vật, người ta có thể coi chúng là các vật liệu đa tinh thể. Các biến vị là một dạng khuyết tật tinh thể học, bao gồm thừa hoặc thiếu một nửa mặt phẳng của các nguyên tử trong mảng tuần hoàn của các nguyên tử tạo ra mạng tinh thể. Các biến vị có trong tất cả các vật liệu tinh thể học có trong thực tế.

### Độ cứng
Rất khó định lượng độ cứng. Nó là một thước đo khả năng chống biến dạng, cụ thể là sự biến dạng vĩnh viễn. Có tiền lệ coi độ cứng là một phẩm chất bề mặt, là thước đo độ mài mòn hoặc khả năng chống xước bề mặt của vật liệu. Tuy nhiên, nếu vật liệu được thử nghiệm đồng nhất về thành phần và cấu trúc, thì bề mặt của vật liệu chỉ dày vài lớp nguyên tử và các đo đạc là của vật liệu dạng khối. Do đó, các đo đạc bề mặt đơn giản mang lại thông tin về các tính chất của khối lớn. Các cách đo độ cứng bao gồm:
- Thang độ cứng Mohs
- Thử nghiệm mài mòn Dorry
- Thử nghiệm mài mòn Deval
- Độ cứng vết lõm

Độ cứng vết lõm thường được sử dụng trong luyện kim và khoa học vật liệu và có thể được coi là khả năng chống lại sự xuyên sâu của vật tạo vết lõm.

### Độ dai
Độ dai có thể được mô tả tốt nhất bằng khả năng chống nứt của vật liệu. Trong quá trình biến dạng dẻo, vật liệu hấp thụ năng lượng cho đến khi xuất hiện đứt gãy. Khu vực dưới đường cong ứng suất-sức căng là công cần thiết để làm đứt gãy vật liệu. Mô đun/suất độ dai được định nghĩa là:
{\displaystyle M_{t}={\frac {2}{3}}\sigma _{UTS}\;\epsilon _{f}}
Trong đó {\displaystyle \sigma _{UTS}} là độ bền kéo cực hạn và {\displaystyle \epsilon _{f}} là sức căng khi đứt gãy. Môđun là mức năng lượng tối đa trên một đơn vị thể tích mà vật liệu có thể hấp thụ nhưng không bị đứt gãy. Từ phương trình mô đun, để có độ dai lớn thì độ bền cao và độ dẻo cao là cần thiết. Hai thuộc tính này thường loại trừ lẫn nhau. Vật liệu dòn có độ dai thấp vì biến dạng dẻo thấp làm giảm sức căng (độ dẻo thấp). Các cách đo độ dai bao gồm:
- Thử nghiệm va chạm Page
- Thử nghiệm va chạm Charpy

### Biến dạng đàn hồi
Biến dạng đàn hồi là thước đo năng lượng đàn hồi được hấp thụ của vật liệu chịu ứng suất. Nói cách khác, công bên ngoài thực hiện trên vật liệu trong quá trình biến dạng. Khu vực dưới phần đàn hồi của đường cong ứng suất-biến dạng là năng lượng sức căng được hấp thụ trên một đơn vị thể tích. Mô đun/suất biến dạng đàn hồi được định nghĩa là:
{\displaystyle M_{R}={\frac {(\sigma _{y})^{2}}{2E}}}
trong đó {\displaystyle \sigma _{y}} là độ bền chảy của vật liệu và E là môđun đàn hồi của vật liệu. Để tăng biến dạng đàn hồi, người ta cần tăng độ bền chảy đàn hồi và giảm mô đun đàn hồi.